# Irena Tomaszewska
Irena Tomaszewska-Młodnicka (ur. 20 sierpnia 1911 w Łodzi, zm. 21 maja 1963 w Katowicach) – polska aktorka teatralna.

## Życiorys

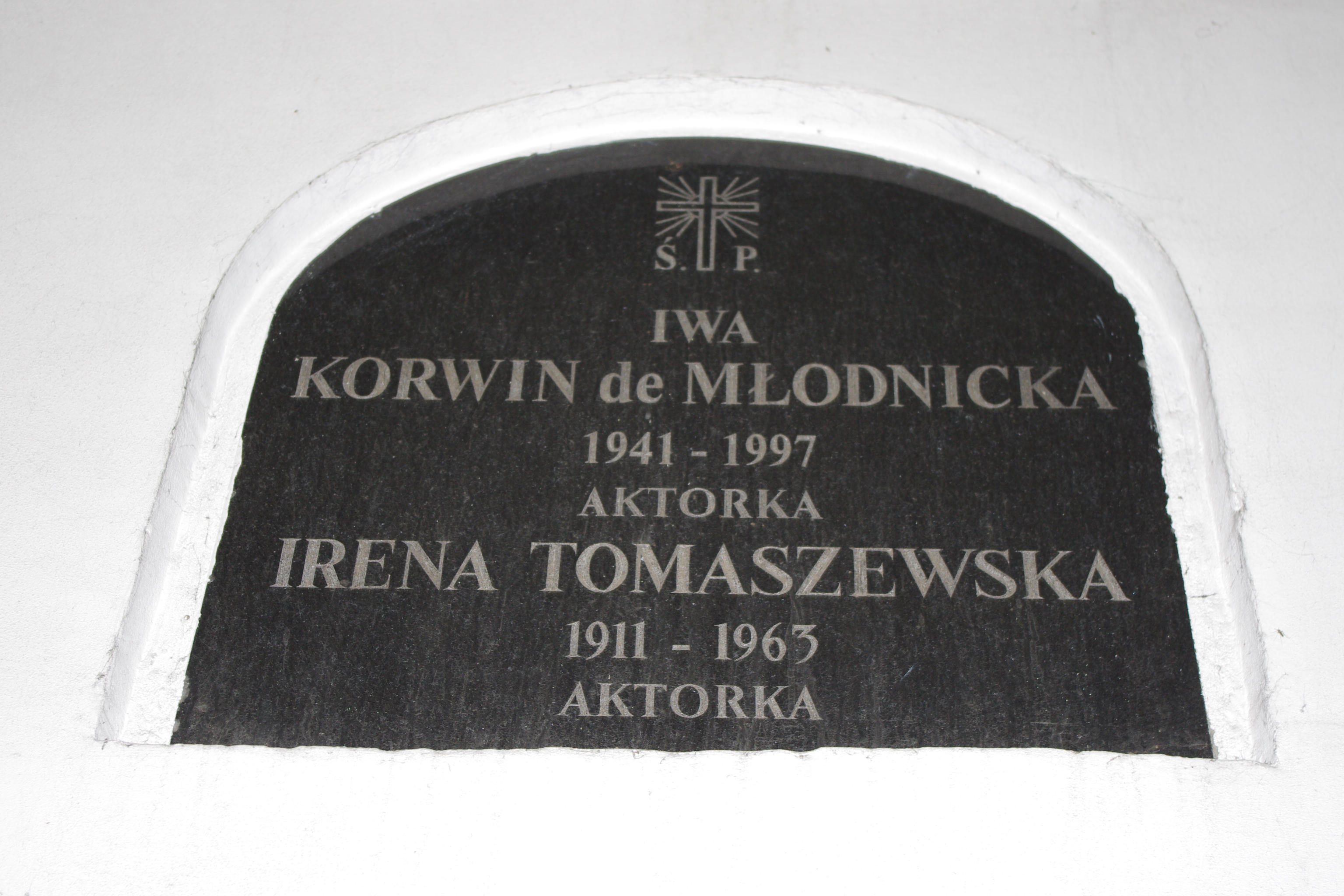
Grób Iwy Młodnickiej i Ireny Tomaszewskiej w katakumbach na Starych Powązkach w Warszawie

Po zdaniu egzaminu aktorskiego ZASP debiutowała na scenie Teatru Polskiego w Wilnie (1934–1935). Następnie grała w Częstochowie (Teatr Kameralny, 1935–1936 i 1938–1939), Lwowie (Teatr Miejski, 1936–1937) oraz uczestniczyła w objazdowych przedstawieniach Reduty (1937–1938). W 1938 roku brała udział w Warsztatach Teatralnych PIST w Warszawie.

Podczas II wojny światowej pracowała m.in. jako kelnerka. W 1944 roku znalazła się we Lwowie, gdzie brała udział w konspiracyjnych przedstawieniach teatralnych. W sezonie 1944/1945 występowała we lwowskim Państwowym Polskim Teatrze Dramatycznym. Następnie przeniosła się do Katowic, gdzie aż do śmierci występowała na scenie Teatru Śląskiego im. Stanisława Wyspiańskiego (z przerwą w sezonie 1948/1949, kiedy to grała w Teatrze Miejskim w Białymstoku). W 1958 roku wystąpiła w dwóch spektaklach teatru Polskiego Radia. 
Była pierwszą żoną aktora i reżysera Artura Młodnickiego, z którego to małżeństwa urodziły się córki: Iwa Młodnicka (1941–1997) – również aktorka oraz Małgorzata Młodnicka – plastyczka. Irena Tomaszewska została pochowana w katakumbach na cmentarzu Powązkowskim w Warszawie (rząd 106-3).